# Tutelina Corona
Tutelina Corona est une corona, formation géologique en forme de couronne, située sur la planète Vénus par 29° N et 348° E. Elle est localisée dans le quadrangle de Sedna Planitia. Elle a été nommée en référence à Tutelina, déesse romaine de la moisson. 

## Géographie et géologie
Tutelina Corona couvre une surface circulaire d'environ 180 km de diamètre. 